# NGC 5963
NGC 5963 је спирална галаксија у сазвежђу Змај која се налази на NGC листи објеката дубоког неба.
Деклинација објекта је + 56° 33' 36" а ректасцензија 15h 33m 27,8s. Привидна величина (магнитуда) објекта NGC 5963 износи 12,3 а фотографска магнитуда 13,0. Налази се на удаљености од 14,8000 милиона парсека од Сунца. NGC 5963 је још познат и под ознакама UGC 9906, MCG 9-25-58, CGCG 297-15, KCPG 469A, IRAS 15322+5643, PGC 55419.